# Senat Maine

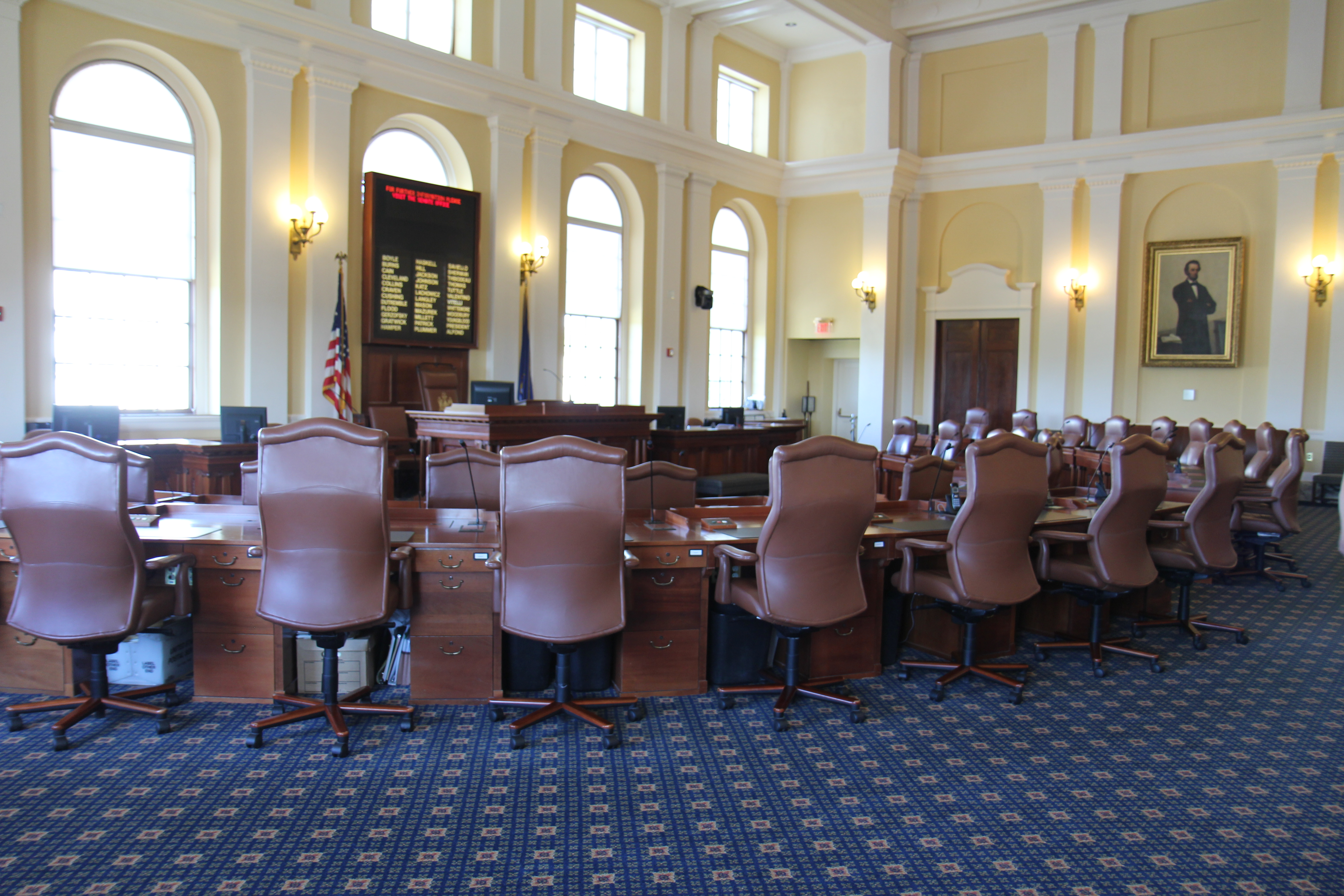
Zdjęcie sali senatu

Senat Maine (Maine Senate) - izba wyższa Legislatury Maine, parlamentu amerykańskiego stanu Maine. W jego skład wchodzi 35 senatorów wybieranych na dwuletnią kadencję w jednomandatowych okręgach wyborczych. Członkowie Senatu mogą zasiadać w nim nieprzerwanie przez maksymalnie osiem kadencji (czyli 16 lat). Następnie muszą opuścić co najmniej jedną kadencję, po czym odzyskują prawo do kandydowania. Na czele Senatu stoi wybierany spośród jego grona prezydent. W przypadku śmierci, ustąpienia przed końcem kadencji lub usunięcia z urzędu gubernatora Maine, jego miejsce na czas pozostały do końca kadencji zajmuje automatycznie prezydent Senatu.
Po wyborach z 4 listopada 2008 roku, większość w Senacie posiada Partia Demokratyczna, której barwy reprezentuje 20 senatorów. Pozostałe 15 miejsc obsadzili Republikanie. 
Sala posiedzeń Senatu znajduje się w gmachu Maine State House w stolicy stanu, Auguście. 

## Kierownictwo
stan na 13 września 2020
- Prezydent Senatu: Troy Dale Jackson (D)[1]
- Lider większości: Nate Libby (D)[2]
- Lider mniejszości: Dana Dow (R)[3]